# Purbalingga Kidul
Purbalingga Kidul is een bestuurslaag in het regentschap Purbalingga van de provincie Midden-Java, Indonesië. Purbalingga Kidul telt 6055 inwoners (volkstelling 2010).